# 台24線
台24線（屏東－阿禮），西起屏東縣屏東市，終點為霧台鄉阿禮村，全長47.474公里。台24線為通往屏東縣三地門鄉與霧台鄉各風景區的主要公路，且上述二鄉鎮已經劃入茂林國家風景區範圍。原計畫路線東至臺東縣知本銜接台9線，全長131.215公里，又有新南橫公路之名號，行政院於2011年3月28日公告解編阿禮至知本路段。
- 霧台市區至阿禮部落段因八八風災後阿禮部落撤村，公路總局判定已無養護之必要，故降編為臺24線臨45便道以供山區緊急救難之需要。
- 三德檢查所
- 臺24線終點重設為44.5公里，同時也是臨45便道之起點。

## 支線（已解編）

### 台24甲線
台24甲線（墾丁－公園）為一條已不存在的省道支線，西起屏東縣恆春鎮墾丁，東至屏東縣恆春鎮墾丁國家森林遊樂區，全長共計4.109公里。
原路段係1961年第一次公路普查所納編之屏164線，西起屏東縣恆春鎮墾丁，東至屏東縣恆春鎮墾丁國家森林遊樂區，全長共計4.112公里。1978年升編為台24甲線，里程調整為4.109公里。台24甲線已於1994年解編，原路段另編為屏專2線至今。

## 概述
台24線的起點位於屏東縣屏東市和平路（台3線）與建國路口，自該路口開始沿著建國路朝東方行進，在建國路與自由路口時改接自由路，之後在復興路與自由路口時與台27線交會。此公路接近民生路口時，路線行進方向改朝北北東方；接著行進至千禧公園附近的自由路與大連路口時改接大連路，路線行進方向改朝東北方。此公路自建國路與自由路口開始為沿著萬年溪畔行進，直至接近自由路與勝利東路口為止。
此公路在經過千禧公園後朝東北方行進，不久後從屏東市離境，並來到長治鄉。台24線在行進至長治鄉中部時抵達長治交流道，可藉由此交流道接國道三號。此公路從長治鄉離境後進入鹽埔鄉，行進至鹽埔鄉東界後與屏37線（三和路）交會，而這裡為屏37線的起點，藉由屏37線可通往瑪家鄉的飛地三和村。
此公路從鹽埔鄉離境後進入內埔鄉，並在水門村境內與縣道185號／縣道187號交會，而這裡為縣道187號的起點，也是此公路與縣道185號的共線起點。此公路與縣道185號共線行進，透過三地門大橋穿越過隘寮溪後來到三地門鄉，而後在三地門鄉三地村境內與縣道185號併出。縣道185號接續沿著中央山脈西側行進；而台24線則往山區行進。
此公路進入山區後抵達三地村村落，通過後蜿蜒行進，到達里程數26.5公里處時來到三德管制站，由於里程數26.5公里以後的路段皆位於「山地經常管制區」內，所以須填寫入山資料後方能進入管制區。此公路進入山地經常管制區不久與屏31線交會，而這裡為屏31線的終點，藉由屏31線可通往德文村和大社村。此公路蜿蜒行進至三地門鄉東界時透過霧台谷川大橋穿越過隘寮北溪後來到霧台鄉，之後通過霧台村村落後來到吉露村，並蜿蜒行進至吉露村村落附近時接台24線臨45便道，並沿著臨45便道蜿蜒行進後抵達阿禮村村落，即是此公路之終點。

## 歷史沿革

### 清領及日本統治時期
路線於日治時期末年開始修築，於1930年時知本－三地門間可步行往來，當時考慮為日治時期原有之楓港－呂家溪（今利嘉溪）之東西橫貫公路，因時局演變，故須建築一條屏東直達臺東之汽車道路。該路段起自高雄州屏東郡蕃地山地門，在跨越中央山脈高標高1682公尺之尺鞍部後，沿知本溪到達臺東郡卑南庄知本，總長度預計為120公里，該路段自1945年3月10日完工通車後，由於通過地區地質極為脆弱，台灣總督府亦於台灣統治概要內表示在保持全線通車頗為困難。

### 1962年臺灣公路第一次整編
戰後，因為部份地基沖毀，僅剩下屏東至霧台的路段可通行車輛，光復後迭經臺東縣人士建議重修，公路局並曾於1975年3月踏勘，擬訂新闢計畫，但未實現。1962年，自屏東市起至三地門鄉之公路納編為縣道190號，三地門至霧台仍有產業道路可通。而阿禮以東亦有聯絡礦區之林道供汽車行駛，可進入臺東縣。

### 1978年臺灣公路第二次整編
1978年該路線升格為省道，編號台22線，並計劃自阿禮向東穿越中央山脈至知本，亦即修復過去日本殖民政府所開闢之路段。1988年起分3年辦理改善屏東－三地門－霧台已通車路段，加鋪瀝青路面共長48公里；東端林場-知本段長24.2公里，由林務局自行修復管理，現僅餘11.9公里勉可通車。直到2011年解編為止，阿禮－知本一直處於計畫中（未闢建）狀態。

### 1993年臺灣公路第三次整編
1993年位於高雄地區的原縣道188號（左營－高樹）調整編為台22線（楠梓－高樹），本路線編號調整為台24線（屏東－知本）。

### 近期改變
- 2011年3月28日行政院正式公告解編阿禮至知本路段[2]。
- 吉露村村落前0.5公里處回頭彎附近為台24線臨45便道的起點，此便道的終點與台24線的終點均在同一位置[a]。

## 行經行政區域
全線均位於屏東縣境內。
| 屏東市   | 屏東市區   | 0.000  | 台3線                                                                                            | 公路起點              |
| 屏東市   | 屏東市區   | －     |                                                                                                  |                       |
| 屏東市   | 屏東市區   | 1.113  | 台27線                                                                                           |                       |
| 屏東市   | 屏東市區   | －     |                                                                                                  |                       |
| 屏東市   | 屏東市區   | －     | （地區道路）                                                                                     |                       |
| －       |            |        |                                                                                                  |                       |
| 長治鄉   | 長興       | 4.567  | 屏40線                                                                                           | 起點                  |
| 長治鄉   | －         |        |                                                                                                  |                       |
| 長治鄉   | 崙上       | －     | 屏41線                                                                                           | 起點                  |
| 長治鄉   | 德協       | －     | 屏34線                                                                                           | 終點                  |
| 長治鄉   | 長治交流道 | 9.050  | Module:Jct第187行Lua错误：bad argument #2 to 'format' (string expected, got table) · 縣道187丙線 |                       |
| 長治鄉   | －         |        |                                                                                                  |                       |
| 長治鄉   | 繁華       | 11.669 | 屏26線                                                                                           |                       |
| 長治鄉   | 繁華       | －     | 屏25線                                                                                           |                       |
| 鹽埔鄉   | 錦隆       | －     | （地區道路）                                                                                     |                       |
| 鹽埔鄉   | 久愛       | －     | （地區道路）                                                                                     |                       |
| 鹽埔鄉   | 振興       | －     | 屏22線                                                                                           | 終點                  |
| 鹽埔鄉   | 振興       | －     |                                                                                                  |                       |
| 鹽埔鄉   | 振興       | 18.247 | 屏37線                                                                                           | 起點                  |
| 內埔鄉   | 水門       | 19.500 | 縣道185號／縣道187號                                                                             | 起點 與共線起點       |
| －       |            |        |                                                                                                  |                       |
| 三地門鄉 | 三地門市區 | 20.800 | 縣道185號                                                                                        | 與共線終點            |
| 三地門鄉 | 達來       | 27.200 | 屏31線                                                                                           | 終點                  |
| －       |            |        |                                                                                                  |                       |
| 霧台鄉   | 谷川       | －     | （地區道路）                                                                                     |                       |
| 霧台鄉   | －         |        |                                                                                                  |                       |
| 霧台鄉   | 霧台市區   | 39.396 | （地區道路）                                                                                     |                       |
| 霧台鄉   | 吉露       | 44.500 | （地區道路）                                                                                     | 通車終點 臨45便道起點 |
| 霧台鄉   | 阿禮       | 47.474 | （地區道路）                                                                                     | 公告終點 臨45便道終點 |
| 共線     |            |        |                                                                                                  |                       |

### 解編路段
未通車路段（小鬼湖林道）
- 阿禮－知本林道（僅能步行或通越野自行車）：
  - 小鬼湖林道：阿禮→亞泥留山→喬國拉次→（屏東、臺東縣界）→礦場工寮（叉路往小鬼湖登山口）→知本越嶺古道
  - 知本越嶺古道：礦場工寮→加大奈山→風口→知本林道
  - 知本林道：林道終點→知本山→建岡→鎮樂路→鎮樂路與溫泉路口
- 行經鄉鎮市區
  - 屏東縣霧台鄉
  - 臺東縣卑南鄉

東段（知本林道－臺東市知本）
- 臺東縣
  - 卑南鄉：知本林道終點120k（東段通車起點）→知本山→建岡→鎮樂路（知本林道）與溫泉路口129k→千歲橋溫泉路130k
  - 臺東市：千歲橋建興路130k→知本崎仔頭130.997k（原東段通車終點131.215k，與台9線岔路）

註：
- 溫泉路（卑南鄉）－建興路（臺東市）鎮樂路與溫泉路口至台9線路段為計畫中台24線（過去稱台22線）的東段路線，該路段是與東58鄉道共線，近年來因知本溫泉、知本森林遊樂區的觀光重要性，將東58鄉道升格為縣道194號。
- 知本林道皆為單線道，原本為計畫中台24線（過去稱台22線）的東段路線。
- 知本森林遊樂區→溫泉路與鎮樂路口（接知本林道）並非原本計畫中台24線（過去稱台22線）的東段路線。

## 里程表
臺二十四線
| 縣市   | 鄉鎮     | 里程數(KM) |
| ------ | -------- | ---------- |
| 屏東縣 | 全區     | 48.9       |
| 屏東縣 | 屏東市   | 4.5        |
|        | 長治鄉   | 9.5        |
|        | 鹽埔鄉   | 4.2        |
|        | 內埔鄉   | 2.2        |
|        | 三地門鄉 | 11.3       |
|        | 霧臺鄉   | 17.2       |

資料來源：Google地圖精算

## 沿線路名
| - 建國路 - 自由路 - 大連路 - 中興路 - 水源路 - 振興路 - 光華路 - 中正路（鹽埔鄉） | - 中正東路 - 成功路 - 中正路一－二段（三地門鄉） - 達發達旺巷 - 神山巷 - 中山巷 - 前山巷 |

## 沿線設施與景點
| - 屏東縣屏東市鶴聲國民小學 - 屏東縣屏東市建國國民小學 - 屏東車站（屏東線） - 衛生福利部屏東醫院 - 環球購物中心屏東店 - 國立屏東女子高級中學 - 屏東縣政府衛生局 - 千禧公園 - 屏東市國民運動中心 - 屏東縣立圖書館總館 - 屏東縣立明正國民中學 - 屏東基督教醫院 - 屏東縣長治鄉德協國民小學 | - 屏東縣立長治國民中學 - 長治交流道（Module:Jct第187行Lua错误：bad argument #2 to 'format' (string expected, got table)） - 水門轉運站 - 國立內埔高級農工職業學校 - 屏東縣三地門鄉地磨兒國民小學 - 屏東縣三地門鄉公所 - 屏東縣霧台鄉公所 - 屏東縣霧台鄉霧台國民小學 |